# Necko
Pour l’article ayant un titre homophone, voir Neko.
Necko (aussi appelé Netlib) est un moteur de réseau libre faisant partie de la plateforme Mozilla comme Gecko, d'où il tire son nom. Composant essentiel de ce dernier, il est présent dans de nombreux navigateurs tels que Firefox, SeaMonkey (successeur de la Suite Mozilla), Netscape, Galeon ou encore Camino. Il permet l'obtention d'une ressource distante (ou locale) par son URL.

## Implémentation
Ce moteur gère notamment :
- FTP
- Gopher
- HTTP 1.1
- data:
- [[Fichier:]]
- SOCKS 4 et 5